# Brookesia therezieni
Brookesia therezieni is een hagedis uit de familie kameleons (Chamaeleonidae).

## Naam en indeling
Het is een van de kortstaartkameleons uit het geslacht Brookesia. De wetenschappelijke naam van de soort werd voor het eerst voorgesteld door Édouard Raoul Brygoo en Charles Domergue in 1970. De soortaanduiding therezieni is een eerbetoon aan Yves Therezien.

## Verspreiding en habitat
De kameleon komt endemisch voor in noordoostelijk Madagaskar. De habitat bestaat uit de strooisellaag van laaggelegen en hooggelegen vochtige tropische en subtropische bossen. De soort is aangetroffen op een hoogte van ongeveer 900 tot 1500 meter boven zeeniveau.

## Beschermingsstatus
Door de internationale natuurbeschermingsorganisatie IUCN is de beschermingsstatus 'veilig' toegewezen (Least Concern of LC).